# فينيا ديل مار
فينيا ديل مار (بالإسبانية: Viña del Mar) هي مدينة وبلدية تشيلية تابعة لإقليم فالبارايسو، وتكون مع التجمعات الحضرية الأخرى المجاورة منطقة العاصمة الكبرى فالبارايسو. تقع في وسط الساحل، بالقرب من مصب مارغا مارغا بالمحيط الهادئ. وهي واحدة من المدن الأكثر تميزا وشعبية كمنتجع صحي في تشيلي.

## توأمة
لفينيا ديل مار اتفاقيات توأمة مع كل من:
- مدينة مكسيكو
- غوانزو
- ساوساليتو
- بونتا دل إيستي
- سوجو

## أعلام
- أوليسيس بويرييه
- رينيه ميلينديز
- باتريسيو أيلوين
- نيكولاس ماسو
- توم أرايا